# 星野淨晋
星野 淨晋（ほしの じょうしん、1978年2月4日 - ）は、日本の政治家、僧侶。静岡県西伊豆町長（2期）。元西伊豆町議会議員。

## 来歴
静岡県西伊豆町田子に生まれる。生家は日蓮宗の寺院の大行寺。身延山高等学校卒業。2000年3月、立正大学仏教学部卒業。
2004年、旧西伊豆町の町議会議員に初当選。2005年4月1日、旧西伊豆町と賀茂村が合併し、新しい西伊豆町が誕生。同年4月24日に行われた町議選で当選。
2006年10月、大行寺の住職に就任。2013年、西伊豆町議会議員に当選。
2017年4月16日に行われた西伊豆町長選挙に立候補し、現職の藤井武彦との一騎打ちを制し初当選した。4月24日、町長就任。
2021年、元町議の山本智之を破り再選。

## 教育行政
2019年、小中一貫校再編整備計画を進める中で、中学校統合準備委員会及び部会を設置。同年9月2日、小中一貫校の学年形態について、初等部（1～4年）、中等部（5～7年）、高等部（8、9年）の3段階に分ける方針であることを明らかにした。この時点での計画では、2021年度に旧西伊豆中学校を賀茂中学校へ先行統合し、2024年度に統合された中学校と仁科小学校、田子小学校、賀茂小学校の3小学校を一斉に、仁科地区に新設する新校舎へ入れ、仁科こども園と伊豆海こども園も新園舎へ統合するとされていた。
2020年4月28日、西伊豆教育委員の鈴木秀輝を教育長に任命。同年11月、急傾斜地崩壊危険区域に関する「都市計画法施行令の一部を改正する政令」の閣議決定がされ、これに伴い、急傾斜地崩壊危険区域を含んでいる小中一貫校建設予定地の仁科地区（旧西伊豆中と仁科小の跡地）に盛土をすることができなくなった。
2021年4月1日、旧西伊豆中学校（西伊豆町中753の1番地）と賀茂中学校（同町宇久須862の6番地）は統合され、賀茂中学校校舎を活用し、新しい西伊豆町立西伊豆中学校が開校した。
2022年10月、小中一貫校と認定こども園の建設予定地（この時点で2027年開校・開園予定となった）の先川地区約2万2000平方メートルの地質調査が終了し、建設は可能であると発表。
2023年1月27日、建設地を先川地区とする計画を白紙とすると発表した。町議会や保護者からはおおむね了承を得られていたものの、費用の面や農用地に建設することなどに一部の住民から強い反対意見があったため。星野は「住民の中にはお孫さんやお子さんがいなくて、全く関係のない方も沢山いらっしゃいますので、その辺の意識、同意が得られなかったのかなと思います」とメディアに説明した。